# Setophaga chrysoparia
Setophaga chrysoparia là một loài chim trong họ Parulidae.